# Kis-Cseremsan
A Kis-Cseremsan (oroszul: Малый Черемшан) folyó Oroszország európai részén, Tatárföldön és az Uljanovszki területen, a Nagy-Cseremsan  jobb oldali mellékfolyója.

## Földrajz
Hossza: 192 km, vízgyűjtő területe: 3190 km², évi közepes vízhozama (123 km-re a torkolattól) : 4,75  m³/s. 
Legnagyobb része Tatárföldön folyik, kezdetben délnyugatra, majd déli irányba. Észak felől ömlik a Nagy-Cseremsanba, 45 km-re annak torkolatától. Novembertől áprilisig befagy.